# Hindreus elegans
Hindreus elegans is een hooiwagen uit de familie echte hooiwagens (Phalangiidae).